# 仁宗 (僧)
仁宗（にんそう、生没年不詳）は、平安時代中期の興福寺の僧。
興福寺の僧の中には10世紀末ごろから符天暦による星占や暦算を行う者がいたが、仁宗は982年（天元5年）藤原実資のために宿曜を上申したのを初見とし、以後宿曜師として活躍した。995年（長徳元年）造暦の宣旨を賜り、暦博士賀茂光栄とともに造暦を行った。その功により1000年（長保2年）西大寺別当に任じられている。
| スタブアイコン | サブスタブ | この項目は、まだ閲覧者の調べものの参照としては役立たない、人物に関連した書きかけの項目です。この項目を加筆・訂正などしてくださる協力者を求めています（P:人物伝/PJ:人物伝）。 |